# 哈什 (伊朗)
哈什（波斯語：‎）为伊朗东南部锡斯坦－俾路支斯坦省城市，是哈什县的首府。2006年人口约为5.6万，居民主要为俾路支人。